# Aeroportul Vincenzo Florio
Aeroportul Vincenzo Florio (IATA: TPS, ICAO: LICT) este un aeroport din Misiliscemi⁠(d), Libero consorzio comunale di Trapani⁠(d), Sicilia, Italia ce deservește zona Trapani. Aeroportul a fost tranzitat în 2022 de 891.670 de pasageri. A fost deschis în 1961 și numit după zona deservită.
Situat la o altitudine de 8 m, aeroportul dispune de 2 piste. Este operat de Airgest⁠(d).

## Infrastructură

### Piste
Aeroportul dispune de 2 piste. Pista 13R/31L are suprafața de asfalt și dimensiunile 2.695 m × 45 m. Pista 13L/31R are suprafața de asfalt și dimensiunile 2.620 m × 30 m. 